# Njemačka istočnoafrička rupija
Rupija je bila valuta Njemačke Istočne Afrike u razdoblju od 1890. do 1916. godine, a nastavila je cirkulirati u Tanganjiki do 1920. godine.
Rupija je bila jedankovrijedna indijskoj rupiji. Do 1904. godine dijelila se na 64 Pesa, a poslije 1904. na 100 helera. U isto vrijeme vrijedio je fiksni valutni tečaj od 15 rupija za 20 njemačkih maraka. 

## Novčanice
1905. godine, Banka Njemačke Istočne Afrike predstavila je novčanice od 5, 10, 50, 100 i 500 rupija. Između 1915. i 1917., izdavane su i novčanice od 1, 5, 10, 20, 50 i 200 rupija.
| Novčanica        | Prednja               | Zadnja                |
| 5 rupija 1905.   | [neaktivna poveznica] | [neaktivna poveznica] |
| 10 rupija 1905.  | [neaktivna poveznica] | [neaktivna poveznica] |
| 50 rupija 1905.  | [neaktivna poveznica] | [neaktivna poveznica] |
| 100 rupija 1905. | [neaktivna poveznica] | [neaktivna poveznica] |
| 1 rupija 1915.   |                       |                       |
| 5 rupija 1916.   | [neaktivna poveznica] | [neaktivna poveznica] |
| 10 rupija 1917.  | [neaktivna poveznica] | [neaktivna poveznica] |
| 20 rupija 1917.  | [neaktivna poveznica] | [neaktivna poveznica] |
| 50 rupija 1915.  | [neaktivna poveznica] | [neaktivna poveznica] |